# Edmund Budrich

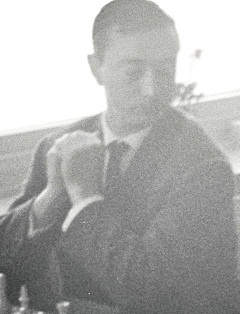
Edmund Budrich, 1966 in Porz

Edmund Budrich (* 14. März 1932 in Berlin-Neukölln) ist ein deutscher Verleger und Schachspieler.

## Verleger
Ab 1963 war er  Verlagslektor für Sozialwissenschaften und politische Bildung. Er wurde Programmleiter im Westdeutschen Verlag in Opladen. Nach dem Verkauf dieses Verlags an Bertelsmann im Jahr 1974 machte er sich mit dem sozialwissenschaftlichen Fachverlag Leske + Budrich selbständig.
2003 verkaufte er Leske + Budrich an Springer Science+Business Media. Bis Ende 2004 begleitete er die Fusion von L + B mit dem Westdeutschen Verlag zum VS Verlag für Sozialwissenschaften und betätigte sich das Jahr 2005 über beratend bei Institutionen und Autoren. Anfang 2006 kaufte er die Zeitschrift Gesellschaft.Wirtschaft.Politik (GWP) vom VS Verlag für Sozialwissenschaften zurück und ließ sie in dem von seiner Tochter Barbara im Vorjahr gegründeten Verlag Barbara Budrich in Opladen organisatorisch betreuen. Seitdem berät er diesen. Budrich lebt in Leverkusen-Schlebusch.

## Schachspieler
Budrich war 1951 DDR-Jugendmeister im Schach, außerdem wurde er 1951 in Leipzig hinter Wolfgang Uhlmann und Reinhart Fuchs Dritter der 5. Gesamtdeutschen Jugendmeisterschaft. Etwa 1954 ging er in den Westen. Mit Dietmar Schulte veröffentlichte er 1956  Das war Klaus Junge. Partien und Aufzeichnungen. Mit der SG Porz wurde er 1967 Deutscher Mannschaftsmeister im Schach und war zuletzt in der Saison 1984/85 in der höchsten deutschen Spielklasse gemeldet.